# História do liberalismo
A história do liberalismo consiste na historiografia da corrente política e filosófica do liberalismo, a qual tem suas raízes no Iluminismo do século XVIII na Europa, sendo complexa e abrange vários séculos, marcada por mudanças políticas, sociais e econômicas.  O liberalismo é uma filosofia política e moral baseada nos direitos do indivíduo, liberdade, consentimento dos governados, igualdade política, direito à propriedade privada e igualdade perante a lei.  Os liberais defendem vários pontos de vista dependendo da sua compreensão destes princípios, mas geralmente apoiam a propriedade privada, as economias de mercado, os direitos individuais (incluindo os direitos civis e os direitos humanos), a democracia liberal, o secularismo, o Estado de direito, a liberdade económica e política, a liberdade de expressão, a liberdade de imprensa, liberdade de reunião e liberdade de religião, governo constitucional e direitos de privacidade. O liberalismo é frequentemente citado como a ideologia de grande influência na história moderna. 

## Origens
O liberalismo tornou-se um movimento distinto na era do Iluminismo, ganhando popularidade entre filósofos e economistas ocidentais. O liberalismo procurou substituir as normas do privilégio hereditário, da religião estatal, da monarquia absoluta, do direito divino dos reis e do conservadorismo tradicional pela democracia representativa, pelo Estado de direito e pela igualdade perante a lei. Os liberais também acabaram com as políticas mercantilistas, os monopólios reais e outras barreiras comerciais, promovendo em vez disso o comércio livre e a mercantilização. O filósofo John Locke é frequentemente referido por ter sido fundado o liberalismo como uma tradição distinta baseada no contrato social, argumentando que cada homem tem um direito natural à vida, à liberdade e à propriedade, e os governos não devem violar esses direitos. Embora a tradição liberal britânica tenha enfatizado a expansão da democracia, o liberalismo francês enfatizou a rejeição do autoritarismo e está ligado à construção da nação. 
Os líderes da Revolução Gloriosa Britânica de 1688, da Revolução Americana de 1776 e da Revolução Francesa de 1789 usaram a filosofia liberal para justificar a derrubada armada da soberania real. O século XIX viu governos liberais estabelecidos na Europa e na América do Sul, e foi bem estabelecido ao lado do republicanismo nos Estados Unidos. Na Grã-Bretanha vitoriana, foi usado para criticar o patronato político, apelando à ciência e à razão em nome do povo. Durante o século XIX e início do século XX, o liberalismo no Império Otomano e no Médio Oriente influenciou períodos de reforma, como o Tanzimat e o Al-Nahda, e a ascensão do constitucionalismo, do nacionalismo e do secularismo. Estas mudanças, juntamente com outros factores, ajudaram a criar uma sensação de crise dentro do Islão, que continua até hoje, levando ao revivalismo islâmico. Antes de 1920, os principais oponentes ideológicos do liberalismo eram o comunismo, o conservadorismo e o socialismo; o liberalismo enfrentou então grandes desafios ideológicos do fascismo e do marxismo-leninismo como novos oponentes. Durante o século XX, as ideias liberais espalharam-se ainda mais, especialmente na Europa Ocidental, à medida que as democracias liberais superaram as duas guerras mundiais e a Guerra Fria. 
Os liberais procuraram e estabeleceram uma ordem constitucional que valorizava liberdades individuais importantes, como a liberdade de expressão e a liberdade de associação; um judiciário independente e um julgamento público por júri; e a abolição dos privilégios aristocráticos. As ondas posteriores do pensamento e da luta liberais modernos foram fortemente influenciadas pela necessidade de expandir os direitos civis.Os liberais têm defendido a igualdade de género e racial no seu esforço para promover os direitos civis, e os movimentos globais pelos direitos civis no século XX alcançaram vários objectivos em direcção a ambos os objectivos. Outros objetivos frequentemente aceites pelos liberais incluem o sufrágio universal e o acesso universal à educação. Tem se observado o estabelecimento do liberalismo social (muitas vezes chamado simplesmente de liberalismo) tornou-se uma componente chave na expansão do estado de bem-estar social. Hoje, os partidos liberais continuam a exercer poder e influência em todo o mundo. Os elementos fundamentais da sociedade contemporânea têm raízes liberais. As primeiras vagas do liberalismo popularizaram o individualismo económico ao mesmo tempo que expandiam o governo constitucional e a autoridade parlamentar. 

## Historicidade do movimento
John Locke foi o primeiro a desenvolver uma filosofia liberal ao descrever coerentemente os princípios elementares do movimento liberal, como o direito à propriedade privada e o consentimento dos governados. O Acordo do Povo (1647), um manifesto para a mudança política proposto pelos Levellers durante a Guerra Civil Inglesa, clamava pela liberdade de religião, convocação frequente do Parlamento e igualdade perante a lei.  Ideias isoladas de pensamento liberal existiam na filosofia oriental desde o período chinês da Primavera e Outono  e na filosofia ocidental desde os gregos antigos, mas os primeiros sinais importantes de política liberal surgiram nos tempos modernos. O economista Murray Rothbard afirmou que o filósofo taoísta chinês Lao zi foi o primeiro libertário, comparando as ideias de Laozi sobre o governo à teoria da ordem espontânea de Friedrich Hayek. Muitos dos conceitos liberais de Locke foram prenunciados nas ideias radicais que foram divulgadas livremente na época. O panfletário Richard Overton escreveu: "A cada indivíduo na natureza, é dada uma propriedade individual por natureza, para não ser invadida ou usurpada por ninguém...; nenhum homem tem poder sobre meus direitos e liberdades, e eu sobre nenhum homem".   
Estas ideias foram unificadas pela primeira vez como uma ideologia distinta pelo filósofo inglês John Locke, geralmente considerado o pai do liberalismo moderno. Locke desenvolveu a noção radical de que o governo adquire o consentimento dos governados, que deve estar constantemente presente para que um governo permaneça legítimo. Os seus influentes Dois Tratados (1690), o texto fundamental da ideologia liberal, delinearam as suas ideias principais.  
A sua insistência de que o governo legal não tinha uma base sobrenatural foi uma ruptura acentuada com as teorias anteriores de governação.  Locke também definiu o conceito de separação entre Igreja e Estado.  Com base no princípio do contrato social, Locke argumentou que havia um direito natural à liberdade de consciência, que, segundo ele, deveria, portanto, permanecer protegido de qualquer autoridade governamental. Ele também formulou uma defesa geral da tolerância religiosa em suas Cartas sobre a Tolerância. Locke foi influenciado pelas ideias liberais de John Milton, que foi um firme defensor da liberdade em todas as suas formas. 
John Milton defendeu a redução do poder estatal como a única forma eficaz de alcançar uma tolerância ampla. Na sua obra "Areopagitica", Milton forneceu um dos primeiros argumentos para a importância da liberdade de expressão - "a liberdade de saber, de expressar e de argumentar livremente de acordo com a consciência, acima de todas as liberdades". Algernon Sidney ficou atrás apenas de John Locke em sua influência no pensamento político liberal na Grã-Bretanha e na América colonial do século XVIII, e foi amplamente lido e citado pela oposição Whig durante a Revolução Gloriosa. "homens livres sempre têm o direito de resistir ao governo tirânico" foi amplamente citado pelos Patriotas na época da Guerra Revolucionária Americana e Thomas Jefferson considerou Sidney uma das duas fontes primárias para a fundação da visão dos pais-fundadores (dos EUA) sobre a liberdade. da monarquia de direito divino. Sidney rejeitou firmemente os princípios reacionários de Filmer e argumentou que os súditos do monarca tinham o direito de participar do governo por meio de conselhos e conselhos. 

## Revolução Gloriosa
Fios isolados do pensamento liberal, presentes na filosofia ocidental desde os tempos dos gregos antigos, começaram a se consolidar durante a Guerra Civil Inglesa. Os conflitos entre o Parlamento e o Rei Charles I em busca de supremacia política desencadearam uma guerra civil massiva na década de 1640, culminando na execução de Charles e no estabelecimento de uma República. Especificamente, os Niveladores, um movimento político radical da época, publicaram seu manifesto "Acordo do Povo", que advogava pela soberania popular, sufrágio estendido, tolerância religiosa e igualdade perante a lei. A influência das ideias liberais aumentou constantemente durante o século XVII na Inglaterra, alcançando seu ápice na Revolução Gloriosa de 1688, que consagrou a soberania parlamentar, o direito à revolução e levou à fundação do que muitos consideram o primeiro estado moderno e liberal. 
Marcos legislativos significativos nesse período incluíram o Ato de Habeas Corpus de 1679, que fortaleceu a convenção que proibia detenções sem causa ou evidência suficiente. A Declaração de Direitos estabeleceu formalmente a supremacia da lei e do parlamento sobre o monarca, garantindo direitos básicos a todos os ingleses. O projeto tornou ilegal a interferência real na lei e nas eleições parlamentares, exigiu o acordo do parlamento para a implementação de novos impostos e proibiu a manutenção de um exército permanente em tempos de paz sem o consentimento do parlamento.  O direito de petição (fazer pedidos e endereçá-los) ao monarca foi concedido a todos, e "punições cruéis e incomuns" foram proibidas em todas as circunstâncias.  
Isso foi seguido, um ano depois, pelo Ato de Tolerância, que se baseou nas ideias de tolerância religiosa de John Locke. O Ato concedeu liberdade de culto aos não conformistas que jurassem fidelidade à Igreja Anglicana. Em 1695, a Câmara dos Comuns se recusou a renovar o Ato de Licenciamento da Imprensa de 1662, resultando em um período contínuo de liberdade sem precedentes para a imprensa. 

## Iluminismo
O desenvolvimento do liberalismo continuou ao longo do século XVIII com os crescentes ideais iluministas da época. Este foi um período de profunda vitalidade intelectual que questionou antigas tradições e influenciou várias monarquias europeias ao longo do século XVIII. Em contraste com a Inglaterra, a experiência francesa no século XVIII foi caracterizada pela perpetuação de pagamentos e direitos feudais e pelo absolutismo. As ideias que desafiavam o status quo eram muitas vezes duramente reprimidas. A maioria dos filósofos do Iluminismo francês eram progressistas no sentido liberal e defenderam  a reforma do sistema de governo francês em linhas mais constitucionais e liberais. 
O Iluminismo Americano é um período de fermentação intelectual nas treze colônias americanas no período 1714-1818, que levou à Revolução Americana e à criação da República Americana. Influenciado pelo Iluminismo europeu do século XVIII e pela sua própria filosofia americana, o Iluminismo americano aplicou o raciocínio científico à política, à ciência e à religião, promoveu a tolerância religiosa, e restaurou a literatura, as artes e a música como disciplinas e profissões importantes dignas de estudo nas faculdades. 
Um exemplo importante de Rei que levou a sério o projeto do Iluminismo foi José II da Áustria, que governou de 1780 a 1790 e implementou uma ampla gama de reformas radicais, como a abolição completa da servidão, a imposição de políticas fiscais iguais entre a aristocracia e o campesinato, a instituição da tolerância religiosa, incluindo direitos civis iguais para os judeus e a supressão da autoridade religiosa católica em todo o seu império, criando uma nação secular. Além do Iluminismo, uma maré crescente de industrialização e urbanização na Europa Ocidental durante o século XVIII também contribuíram para o crescimento da sociedade liberal, estimulando o comércio e atividade empreendedora. 
No início do século XVIII, os assim chamados "Homens do Commonwealth" e o Country Party   na Inglaterra promoveram o republicanismo e condenaram a percebida corrupção generalizada e a falta de moral durante a era de Walpole, teorizando que apenas a virtude cívica poderia proteger um país do despotismo e da ruína. Uma série de ensaios conhecidos como "Cartas de Cato", publicados no London Journal durante a década de 1720 e escritos por John Trenchard e Thomas Gordon, condenaram a tirania e avançaram princípios de liberdade de consciência e liberdade de expressão. Esses ensaios exerceram uma influência significativa no desenvolvimento do republicanismo nos Estados Unidos. 
Na década de 1760, os "radicais de Middlesex", liderados pelo político John Wilkes, que foi expulso da Câmara dos Comuns por libelo sedicioso, fundaram a Sociedade para a Defesa da Declaração de Direitos e desenvolveram a crença de que todo homem tinha o direito de votar e a "razão natural" o capacitava a julgar adequadamente questões políticas. A liberdade consistia em eleições frequentes. Isso marcou o início de uma longa tradição de radicalismo britânico. 

## Iluminismo na França
Em contraste com a Inglaterra, a experiência francesa no século XVIII foi caracterizada pela perpetuação do feudalismo e absolutismo. As ideias que desafiavam a situação presente muitas vezes duramente reprimidas. A maioria dos filósofos do Iluminismo francês eram progressistas no sentido liberal e defendiam a reforma do sistema de governo francês em linhas mais constitucionais e liberais. Montesquieu escreveu uma série de obras altamente influentes no início do século XVIII, incluindo cartas persas ( 1717) e O Espírito das Leis (1748). Este último exerceu uma influência tremenda, tanto dentro como fora da França. Montesquieu defendeu um sistema constitucional de governo, a preservação das liberdades civis e da lei e a ideia de que as instituições políticas devem refletir a situação social e geográfica aspectos de cada comunidade. Em particular, ele argumentou que a liberdade política exigia a separação dos poderes do governo.  
Com base no Segundo Tratado de Governo de John Locke, ele defendeu que as funções executivas, legislativas e judiciais do governo deveriam ser atribuídas a diferentes órgãos, de modo que as tentativas de um ramo do governo de infringir a liberdade política pudessem ser restringidas pelos outros ramos. Numa longa discussão sobre o sistema político inglês, que admirava muito, tentou mostrar como isso poderia ser alcançado e a liberdade garantida, mesmo numa monarquia. Ele também observa que a liberdade não pode ser garantida onde não há separação de poderes, mesmo numa república. Ele também enfatizou a importância de um processo legal robusto, incluindo o direito a um julgamento justo, a presunção de inocência e proporcionalidade na severidade da punição. 
Outra figura importante do Iluminismo francês foi Voltaire. Acreditando inicialmente no papel construtivo que um monarca esclarecido poderia desempenhar na melhoria do bem-estar do povo, ele finalmente chegou a uma nova conclusão: “Cabe a nós cultivar o nosso jardim”. Seus ataques mais polêmicos e ferozes à intolerância e às perseguições religiosas começaram a aparecer alguns anos depois. Apesar de muitas perseguições, Voltaire permaneceu um polemista corajoso. que lutaram infatigavelmente pelos direitos civis—o direito a um julgamento justo e liberdade religiosa—e que denunciou as hipocrisias e injustiças do Antigo Regime. 

## Era das Revoluções

### Revolução americana
Após 1765, a tensão política entre a Inglaterra e suas colônias americanas aumentou, principalmente devido à disputa sobre tributação sem representação durante os Sete Anos de Guerra. Essa tensão culminou na proclamação da independência em 1776 e na bem-sucedida Guerra Revolucionária Americana em defesa dos Estados Unidos. Thomas Paine desempenhou um papel fundamental ao fornecer fundamentos intelectuais para a independência. Seu panfleto pró-independência, "Senso Comum", publicado anonimamente em 10 de janeiro de 1776, obteve sucesso imediato e foi amplamente difundido, inclusive entre as tropas. Paine introduziu um estilo de escrita política que tornava ideias complexas mais acessíveis.    
A redação da Declaração de Independência, principalmente atribuída a Thomas Jefferson, refletiu as ideias de John Locke.  Após a guerra, os líderes debateram sobre o caminho a seguir, considerando os Artigos da Confederação de 1776 inadequados para garantir segurança e um governo funcional. Em resposta, convocaram a Convenção Constitucional de 1787, que resultou na redação de uma nova Constituição dos Estados Unidos, estabelecendo um governo federal. Na época, a Constituição representava um documento republicano e liberal, permanecendo como o mais antigo instrumento governamental liberal em vigor globalmente.  
Os teóricos e políticos americanos defendiam fortemente a soberania popular em oposição à soberania monárquica. Como observado por um historiador, a adoção americana da teoria democrática, expressa na Declaração de Independência, marcou uma mudança significativa. A Revolução Americana teve repercussões na Revolução Francesa e nos movimentos subsequentes na Europa.  Um influente historiador alemão, Leopold von Ranke, argumentou em 1848 que o republicanismo americano desempenhou um papel crucial no desenvolvimento do liberalismo europeu.  
Ao abandonar o constitucionalismo inglês e estabelecer uma república baseada nos direitos individuais, os americanos introduziram uma força transformadora no mundo, influenciando movimentos revolucionários posteriores na Europa. Essa mudança representou uma inversão completa de um princípio anteriormente centrado na monarquia, agora substituído pela ideia de que o poder deveria emanar do povo. Esse conflito entre os dois princípios, evidenciado pela Revolução Francesa, moldou o curso da era moderna na Europa.  

### Revolução Francesa
Os historiadores consideram amplamente a Revolução Francesa como um dos eventos mais importantes da história. A Revolução é frequentemente vista como um marco do O "surgimento da era moderna", e suas convulsões são amplamente associadas ao "triunfo do liberalismo".  Quatro anos após o início da Revolução Francesa, o escritor alemão Johann von Goethe teria dito aos soldados prussianos derrotados após a Batalha de Valmy que "a partir deste lugar e deste tempo em diante começa uma nova era na história mundial, e todos vocês podem dizer que estiveram presentes no seu nascimento". 
Descrevendo a política participativa da Revolução Francesa, um historiador comentou que "milhares de homens e até mesmo muitas mulheres ganharam experiência em primeira mão na arena política: falaram, leram e ouviram de novas maneiras; votaram; juntaram-se a novas organizações; e eles marcharam por seus objetivos políticos. A revolução tornou-se uma tradição e o republicanismo uma opção duradoura". Para os liberais, a Revolução foi o seu momento decisivo, e os liberais posteriores aprovaram quase inteiramente a Revolução Francesa - "não apenas os seus resultados, mas o próprio ato", como observaram dois historiadores. 
A Revolução Francesa começou em 1789 com a convocação dos Estados Gerais em maio. O primeiro ano da Revolução testemunhou membros do Terceiro Estado proclamando o Juramento da quadra de tênis em junho, a Tomada da Bastilha em julho. Os dois eventos principais que marcaram o triunfo do liberalismo foram a Abolição do feudalismo na França na noite de 4 de agosto de 1789, que marcou o colapso do regime feudal e antigos direitos, privilégios e restrições tradicionais, e a aprovação da Declaração dos Direitos do Homem e do Cidadão em agosto. Thomas Jefferson, o ministro americano na França, foi consultado em sua redação e há semelhanças impressionantes com a Declaração de Independência americana. 
Os anos seguintes foram dominados por tensões entre várias assembleias liberais e uma monarquia conservadora que pretendia impedir grandes reformas. A república foi proclamada em setembro de 1792 e o rei Luís XVI foi executado no ano seguinte. No entanto, o conflito entre facções políticas rivais, os Girondinos e os Jacobinos, culminou no Reinado do Terror, que foi marcado por execuções em massa de "inimigos da revolução", com o número de mortos a atingir dezenas de milhares. Finalmente, Napoleão chegou ao poder em 1799, pôs fim a qualquer forma de democracia com a sua ditadura, pôs fim às guerras civis internas, fez a paz com a Igreja Católica e conquistou grande parte da Europa até ir longe demais e ser finalmente derrotado em 1815. A ascensão de Napoleão como ditador em 1799, anunciou um revés em muitas das conquistas republicanas e democráticas. No entanto, Napoleão não restaurou o Antigo Regime, pelo contrário, manteve muitas das reformas liberais e impôs um código legal liberal, o Código Napoleão. 
Durante as Guerras Napoleônicas, os franceses trouxeram para a Europa Ocidental a liquidação do sistema feudal, a liberalização das leis de propriedade, o fim das taxas senhoriais, a abolição das guildas, a legalização do divórcio, a desintegração dos guetos judeus, o colapso do Inquisição, o fim definitivo do Sacro Império Romano, a eliminação dos tribunais eclesiásticos e da autoridade religiosa, o estabelecimento do sistema métrico e a igualdade perante a lei para todos os homens. 
Napoleão escreveu que "os povos da Alemanha, assim como da França, Itália e Espanha, querem igualdade e ideias liberais", com alguns historiadores sugerindo que ele pode ter sido a primeira pessoa a usar a palavra "liberal" em um contexto político.  Governou também através de um método que um historiador descreveu como “ditadura civil”, que “tirava a sua legitimidade da consulta direta ao povo, na forma de um plebiscito”. Napoleão, porém, nem sempre correspondeu aos ideais liberais que defendeu. 
Fora de França, a Revolução teve um grande impacto e as suas ideias difundiram-se. Além disso, os exércitos franceses nas décadas de 1790 e 1800 derrubaram diretamente os remanescentes feudais em grande parte da Europa Ocidental. Eles liberalizaram as leis de propriedade, acabaram com as taxas senhoriais, aboliram a guilda de mercadores e artesãos para facilitar o empreendedorismo, legalizaram o divórcio e fecharam os guetos judeus. A Inquisição terminou, assim como o Sacro Império Romano. O poder dos tribunais eclesiásticos e da autoridade religiosa foi drasticamente reduzido e a igualdade perante a lei foi proclamada para todos os homens. 
Artz enfatiza os benefícios que os italianos obtiveram com a Revolução Francesa: “Durante quase duas décadas, os italianos tiveram excelentes códigos legais, um sistema justo de impostos, uma melhor situação econômica e mais tolerância religiosa e intelectual do que tinham conhecido durante séculos... derrubado e os italianos começaram a ter consciência de uma nacionalidade comum.” 
Da mesma forma, na Suíça, o impacto a longo prazo da Revolução Francesa foi avaliado por Martin: “Proclamou a igualdade dos cidadãos perante a lei, a igualdade das línguas, a liberdade de pensamento e de fé; criou uma cidadania suíça, base da nossa nacionalidade moderna, e da separação de poderes, da qual o antigo regime não tinha concepção; suprimiu tarifas internas e outras restrições económicas; unificou pesos e medidas, reformou o direito civil e penal, autorizou casamentos mistos (entre católicos e protestantes), suprimiu a tortura e melhorou a justiça; desenvolveu a educação e as obras públicas.” 
A sua realização mais duradoura, o Código Civil, serviu como “objeto de emulação em todo o mundo”, mas também perpetuou ainda mais a discriminação contra as mulheres sob a bandeira da “ordem natural”. Este período sem precedentes de caos e revolução apresentou irreversivelmente ao mundo um novo movimento e ideologia que em breve cruzaria o globo. Para a França, porém, a derrota de Napoleão trouxe a restauração da monarquia e uma ordem ultraconservadora foi reimposta ao país. 

## Liberalismo clássico
O desenvolvimento do liberalismo clássico até à maturidade ocorreu antes e depois da Revolução Francesa na Grã-Bretanha e baseou-se nos seguintes conceitos fundamentais, nomeadamente economia clássica, comércio livre, governo laissez-faire com intervenção e tributação mínimas e um orçamento equilibrado. Os liberais clássicos estavam comprometidos com o individualismo, a liberdade e a igualdade de direitos. Escritores como John Bright e Richard Cobden se opuseram tanto ao privilégio aristocrático quanto à propriedade, vendo-os como um impedimento ao desenvolvimento de uma classe de pequenos agricultores. Por volta de 1800, os liberais clássicos apoiavam “as doutrinas do mercado livre e da redução do papel do Estado na esfera econômica”. 

### Radicalismo
O movimento liberal radical começou na década de 1790 na Inglaterra e concentrou-se na reforma parlamentar e eleitoral, enfatizando os direitos naturais e a soberania popular. Radicais como Richard Price e Joseph Priestley viam a reforma parlamentar como um primeiro passo para lidar com as suas muitas queixas, incluindo o tratamento dos dissidentes protestantes, o comércio de escravos, preços elevados e impostos elevados. 
O livro "Os Direitos do Homem (1791)", de Thomas Paine, provocou uma resposta de Edmund Burke, com seu ensaio conservador Reflexões sobre a Revolução na França. A controvérsia revolucionária que se seguiu contou com a participação, entre outras, de Mary Wollstonecraft, que seguiu com um tratado feminista inicial, Uma Reivindicação dos Direitos da Mulher. Os radicais encorajaram o apoio em massa à reforma democrática, juntamente com a rejeição da monarquia, da aristocracia e de todas as formas de privilégio. Desenvolveram-se diferentes vertentes do movimento, com os reformadores da classe média a tentarem alargar os direitos de voto para representar os interesses comerciais e industriais e as cidades sem representação parlamentar, enquanto os Radicais Populares oriundos da classe média e dos artesãos agitavam-se para fazer valer direitos mais amplos, incluindo o alívio da angústia. A base teórica para a reforma eleitoral foi fornecida pelos Radicais Filosóficos que seguiram a filosofia utilitarista de Jeremy Bentham e apoiaram fortemente a reforma parlamentar, mas foram geralmente hostis aos argumentos e tácticas dos Radicais Populares. 
A melhoria das condições econômicas após 1821, as melhorias no direito econômico e penal e o abandono das políticas de repressão levaram à diminuição da polarização e a uma forma mais consensual de reforma política que dominaria na Grã-Bretanha durante os dois séculos seguintes. Em 1823, Jeremy Bentham co-fundou a (Revista) Westminster Review com James Mill como um jornal para a Filosofia Radical, expondo a filosofia utilitarista. 
A Lei de Reforma de 1832 foi aprovada com o apoio de protestos públicos, reuniões em massa de sindicatos políticos e tumultos em algumas cidades. Isto agora concedeu direitos às classes médias, mas não conseguiu satisfazer as exigências radicais. Após a Lei de Reforma, aos Whigs, principalmente aristocráticos, na Câmara dos Comuns, juntaram-se um pequeno número de radicais parlamentares, bem como um número crescente de Whigs de classe média. Em 1839, eles eram informalmente chamados de Partido Liberal. Os liberais produziram um dos maiores primeiros-ministros britânicos - William Ewart Gladstone, também conhecido como o Grande Velho, que foi a figura política imponente do liberalismo no século XIX. Sob Gladstone, os liberais reformaram educação, reformaram a Igreja da Irlanda e introduziram o voto secreto para as eleições locais e parlamentares. 

### Laissez faire, laissez aller, laissez passer (deixai fazer, deixai ir, deixai passar)
A filosofia de Jeremy Bentham aconselhou o governo a adotar políticas que pudessem proporcionar o maior benefício social possível. O compromisso com o laissez-faire não era uniforme. Alguns economistas defenderam o apoio estatal às obras públicas e à educação. Os liberais clássicos também estavam divididos quanto ao livre comércio. David Ricardo expressou dúvidas de que a remoção das tarifas sobre grãos traria quaisquer benefícios gerais. A maioria dos liberais clássicos também apoiou a legislação para regular o número de horas que as crianças podiam trabalhar e geralmente não se opunham à legislação de reforma fabril. Apesar do pragmatismo dos economistas clássicos, as suas opiniões foram expressas em termos dogmáticos por escritores populares como Jane Marcet e Harriet Martineau. 
O mais forte defensor do laissez-faire foi a Revista “The Economist”, fundada por James Wilson em 1843. The Economist criticou Ricardo por sua falta de apoio ao livre comércio e expressou hostilidade ao bem-estar, acreditando que as classes inferiores eram responsáveis pelas suas circunstâncias económicas. “The Economist” assumiu a posição de que a regulamentação dos horários das fábricas era prejudicial aos trabalhadores e também se opôs fortemente ao apoio estatal à educação, à saúde, ao fornecimento de água e à concessão de patentes e direitos de autor. 

### Teoria econômica liberal
As principais influências intelectuais nas tendências liberais do século XIX foram as de Adam Smith e dos economistas clássicos, bem como de Jeremy Bentham e John Stuart Mill. A Riqueza das Nações, de Smith, publicado em 1776, forneceria a maioria das ideias da economia, pelo menos até a publicação dos Princípios de John Stuart Mill em 1848. Smith abordou a motivação da atividade econômica, as causas dos preços e a distribuição da riqueza, bem como as políticas que o estado deve seguir a fim de maximizar a riqueza. Ato que restringiu a mobilidade da mão de obra em 1834 e o fim do domínio da Companhia das Índias Orientais sobre a Índia em 1858. 
Além do legado de Adam Smith , a lei de Say ,  as teorias populacionais de Malthus  e a lei férrea dos salários de Ricardo tornaram-se doutrinas centrais da economia clássica. Jean Baptiste Say desafiou a teoria do valor-trabalho de Smith, acreditando que os preços eram determinados pela utilidade e também enfatizou o papel crítico do empreendedor na economia. No entanto, nenhuma dessas observações foi aceite pelos economistas britânicos da época. Thomas Malthus escreveu “Um Ensaio sobre o Princípio da População” em 1798, tornando-se uma grande influência no liberalismo clássico. 
O utilitarismo forneceu a justificação política para a implementação do liberalismo económico pelos governos britânicos, que dominaria a política económica a partir da década de 1830. Embora o utilitarismo tenha estimulado a reforma legislativa e administrativa e os escritos posteriores de Mill sobre o assunto prenunciassem o estado de bem-estar social, ele foi usado principalmente como uma justificativa para o laissez-faire. O conceito central de utilitarismo que foi desenvolvido por Jeremy Bentham era que a política pública deveria procurar proporcionar "a maior felicidade ao maior número". Embora isso pudesse ser interpretado como uma justificativa para a ação estatal para reduzir a pobreza, foi usado pelos liberais clássicos para justificar a inação com o argumento de que o benefício líquido para todos os indivíduos seria maior. Sua filosofia provou ser extremamente influente na política governamental e levou ao aumento das tentativas dos adeptos de Bentham de controle social do governo, incluindo a Polícia Metropolitana de Robert Peel, reformas prisionais, asilos e asilos para doentes mentais. 
No final do século XIX, os princípios do liberalismo clássico eram cada vez mais desafiados pelas recessões do crescimento econômico, por uma percepção crescente dos males da pobreza, do desemprego e da privação relativa presentes nas cidades industriais modernas e pela agitação do trabalho organizado. O ideal do indivíduo que se fez sozinho, que através do trabalho duro e do talento poderia construir o seu lugar no mundo, parecia cada vez mais implausível.  Uma importante reação política contra as mudanças introduzidas pela industrialização e pelo capitalismo laissez-faire veio dos conservadores preocupados com o equilíbrio social, embora o socialismo mais tarde se tenha tornado uma força mais importante para a mudança e a reforma. Alguns escritores vitorianos - incluindo Charles Dickens, Thomas Carlyle e Matthew Arnold - tornaram-se os primeiros críticos influentes da injustiça social. O Novo Liberalismo ou movimento de liberalismo social surgiu por volta de 1900 na Grã-Bretanha. 

### John Stuart Mill e a teoria política liberal
John Stuart Mill contribuiu muito para o pensamento liberal ao combinar elementos do liberalismo clássico com o que eventualmente ficou conhecido como Novo Liberalismo. Em seu livro “Sobre a Liberdade” (On Liberty), Mill, de 1859, abordou a natureza e os limites do poder que pode ser legitimamente exercido pela sociedade sobre o indivíduo. 
Ele faz uma defesa apaixonada da liberdade de expressão, argumentando que a liberdade de expressão é uma condição necessária para o progresso intelectual e social. Mill definiu a liberdade social como proteção contra "a tirania dos governantes políticos". Ele introduziu uma série de conceitos diferentes sobre a forma que a tirania pode assumir, referida como tirania social e tirania da maioria, respectivamente. A liberdade social significava limites ao poder do governante através da obtenção do reconhecimento de liberdades ou direitos políticos e do estabelecimento de um sistema de controlos constitucionais. 
A definição de liberdade de Green, influenciada por Joseph Priestley e Josiah Warren, era que o indivíduo deveria ser livre para fazer o que quisesse, a menos que prejudicasse os outros. Mill também foi um dos primeiros defensores do feminismo. No seu artigo "The Subjection of Women" (A sujeição das mulheres, 1861, publicado em 1869), Mill tentou provar que a sujeição legal das mulheres é errada e que deveria dar lugar à igualdade perfeita. Embora a filosofia econômica inicial de Mill apoiasse os mercados livres e argumentasse que a tributação progressiva penalizava aqueles que trabalhavam mais, mais tarde ele alterou os seus pontos de vista no sentido de uma tendência mais socialista, acrescentando capítulos aos seus "Princípios de Economia Política" em defesa de uma perspectiva socialista e defendendo algumas causas socialistas, incluindo a proposta radical de que todo o sistema salarial seja abolido em favor de um sistema salarial cooperativo. 
O Partido Liberal liderado no Parlamento por William Ewart Gladstone recorreu a todo o espectro intelectual e social. Por um lado, havia elites progressistas que procuravam fundir os métodos da ciência com a economia política liberal. Por exemplo, o antropólogo e deputado Sir John Lubbock seguiu a estratégia de utilizar a ciência cognitiva para desafiar e moldar as políticas públicas. Lubbock aplicou esta abordagem aos debates parlamentares relativos à educação universal, à preservação de monumentos e à introdução de feriados ocasionais.  
Por outro lado, o Partido Liberal também tinha uma forte base em elementos religiosos evangélicos e inconformistas. No Balliol College, Oxford, Thomas Hill Green argumentou que o Estado deve promover e proteger os ambientes sociais, políticos e económicos nos quais os indivíduos terão as melhores hipóteses de agir de acordo com as suas consciências. O Estado deve intervir apenas onde houver uma tendência clara, comprovada e forte de liberdade para escravizar o indivíduo. Green considerava o Estado nacional legítimo apenas na medida em que defende um sistema de direitos e obrigações que tem maior probabilidade de promover a auto realização individual. 
Os liberais de Gladstone em 1891 adotaram "o Programa de Newcastle que incluía o governo interno para a Irlanda, o desestabelecimento da Igreja da Inglaterra no País de Gales e na Escócia, controles mais rígidos sobre a venda de bebidas alcoólicas, grande extensão da regulamentação fabril e várias reformas políticas democráticas. O Programa tinha um forte apelo ao elemento liberal inconformista da classe média que se sentiu libertado pela saída dos líderes aristocráticos do Partido Liberal. 

## Difusão pelo mundo
O estudioso alemão Wilhelm von Humboldt (1767-1835) deu uma importante contribuição para o desenvolvimento do liberalismo ao imaginar a educação como um meio de concretizar as possibilidades individuais, em vez de uma forma de simplesmente doutrinar os jovens, incutindo ideias tradicionais em suas mentes para para adequá-los a uma ocupação social ou já estabelecida. Benjamin Constant (1767-1830), na Suíça, aperfeiçoou o conceito de liberdade, definindo-a como uma condição de existência que permitia ao indivíduo afastar-se da interferência do Estado ou da sociedade. 
Os movimentos abolicionistas antiescravistas e sufragistas se espalharam, juntamente com ideais representativos e democráticos. A França estabeleceu uma república duradoura na década de 1870. Entretanto, o nacionalismo também se espalhou rapidamente após 1815. Uma mistura de sentimentos liberais e nacionalistas na Itália e na Alemanha provocou a unificação dos dois países no final do século XIX. Um regime liberal chegou ao poder na Itália e acabou com o poder secular dos papas. O Vaticano, no entanto, lançou uma contra-cruzada contra o liberalismo. O Papa Pio IX emitiu o Programa de Erros em 1864, condenando o liberalismo em todas as suas formas. Em muitos países, as forças liberais responderam expulsando a ordem jesuíta. 
As ideias social-democratas influenciaram o liberalismo a partir da segunda metade do século XIX. Esta nova forma de liberalismo era conhecida por vários nomes em todo o mundo, incluindo "Sozial-Liberalismus" (liberalismo social) em alemão, Novo Liberalismo na Grã-Bretanha, solidarismo em França, regeneracionismo em Espanha, "Era Giolitiana" em Itália e o Movimento Progressista nos Estados Unidos.
O liberalismo ganhou impulso no início do século XX. O bastião da autocracia, o poder do Czar na Rússia foi derrubado na primeira fase da Revolução Russa em 1917, mas o liberalismo durou apenas alguns meses antes do triunfo do bolchevismo. A vitória dos Aliados na Primeira Guerra Mundial e o colapso de quatro impérios pareciam marcar o triunfo do liberalismo em todo o continente europeu, incluindo a Alemanha e os recém-criados estados da Europa Oriental. O militarismo, tipificado pela Alemanha, foi derrotado e desacreditado. Como argumenta Martin Blinkhorn, os temas liberais eram ascendentes em termos de "pluralismo cultural, tolerância religiosa e étnica, autodeterminação nacional, economia de mercado livre, governo representativo e responsável, comércio livre, sindicalismo e a resolução pacífica de disputas internacionais através de um novo órgão, a Liga das Nações". 
A Grande Depressão mundial, iniciada em 1929, acelerou o descrédito da economia liberal e reforçou os apelos ao controle estatal sobre os assuntos económicos. Os problemas económicos provocaram uma agitação generalizada no mundo político europeu, levando ao fortalecimento do fascismo e do comunismo. Sua ascensão em 1939 culminou na Segunda Guerra Mundial. Os Aliados, que incluíam a maioria das nações liberais importantes, bem como a Rússia comunista, venceram a Segunda Guerra Mundial, derrotando a Alemanha nazista, a Itália fascista e o Japão militarista. Após a guerra, houve um desentendimento entre a Rússia e o Ocidente, e a Guerra Fria começou em 1947 entre o Bloco Comunista Oriental e a Aliança Ocidental liberal. 
Entretanto, a resposta liberal definitiva à Grande Depressão foi dada pelo economista britânico John Maynard Keynes, que iniciou um trabalho teórico examinando a relação entre desemprego, dinheiro e preços na década de 1920. Keynes criticou profundamente as medidas de austeridade do governo britânico durante a Grande Depressão. Ele acreditava que os gastos orçamentais eram uma coisa boa, um produto de recessões. Ele escreveu: “Pois o empréstimo do governo de um tipo ou de outro é o remédio da natureza, por assim dizer, para evitar que as perdas comerciais sejam, em uma crise tão severa que a apresente, tão grande a ponto de paralisar completamente a produção.” No auge da Grande Depressão em 1933, Keynes publicou "Os Meios para a Prosperidade", que continha recomendações políticas específicas para combater o desemprego numa recessão global, principalmente contrariando a despesa pública cíclica. The Means to Prosperity contém uma das primeiras menções ao efeito multiplicador.  A obra-prima de Keynes, A Teoria Geral do Emprego, do Juro e da Moeda, foi publicada em 1936, e serviu de justificação teórica para as políticas intervencionistas que Keynes defendia para enfrentar uma recessão. 
A Guerra Fria caracterizou-se por uma extensa competição ideológica e várias guerras por procuração, mas a amplamente temida Terceira Guerra Mundial entre a União Soviética e os Estados Unidos nunca ocorreu. Enquanto os estados comunistas e as democracias liberais competiam entre si, uma crise económica na década de 1970 inspirou um afastamento da economia keynesiana, especialmente sob Margaret Thatcher no Reino Unido e Ronald Reagan nos EUA. Esta renovação liberal clássica, apelidada de “neoliberalismo” pelos seus apoiantes e detractores, durou durante as décadas de 1980 e 1990. Entretanto, perto do final do século XX, os estados comunistas na Europa Oriental entraram em colapso vertiginosamente, deixando as democracias liberais como as únicas formas importantes de governo no Ocidente. 
No início da Segunda Guerra Mundial, o número de democracias em todo o mundo era quase o mesmo de quarenta anos antes. Depois de 1945, as democracias liberais espalharam-se muito rapidamente, mas depois recuaram. Em The Spirit of Democracy, Larry Diamond argumenta que em 1974, "a ditadura, e não a democracia, era o caminho do mundo", e que "apenas um quarto dos estados independentes escolheu os seus governos através de eleições competitivas, livres e justas." Diamond continua dizendo que a democracia se recuperou e em 1995 o mundo era "predominantemente democrático".  
Os ganhos do liberalismo foram significativos. Em 1975, cerca de 40 países em todo o mundo eram caracterizados como democracias liberais, mas esse número aumentou para mais de 80 em 2008. A maioria das nações mais ricas e poderosas do mundo são democracias liberais com extensos programas de bem-estar social.[87] No entanto, o liberalismo ainda enfrenta desafios, especialmente com o crescimento fenomenal da China como uma combinação modelo de governo autoritário e liberalismo económico.[88] A Grande Recessão, que começou por volta de 2007, provocou um ressurgimento do pensamento económico keynesiano. 
Uma grande conquista liberal inclui a ascensão do internacionalismo liberal, ao qual foi creditado o estabelecimento de organizações globais como a Liga das Nações e, após a Segunda Guerra Mundial, as Nações Unidas. A ideia de exportar o liberalismo para todo o mundo e construir uma ordem internacionalista liberal e harmoniosa tem dominado o pensamento dos liberais desde o século 18. “Onde quer que o liberalismo tenha florescido internamente, foi acompanhado por visões de internacionalismo liberal”. Mas a resistência ao internacionalismo liberal foi profunda e amarga, com os críticos argumentando que a crescente interdependência global resultaria na perda da soberania nacional e que as democracias representavam uma ordem corrupta incapaz de governação interna ou global. 
O liberalismo é frequentemente referenciado como uma das ideologias mais importantes dos tempos modernos. Politicamente, os liberais organizaram-se extensivamente em todo o mundo. Partidos liberais, grupos de reflexão e outras instituições são comuns em muitas nações, embora defendam diferentes causas com base na sua orientação ideológica. Os partidos liberais podem ser de centro-esquerda, centrista ou centro-direita, dependendo da sua localização. 
Podem ainda ser divididos com base na sua adesão ao liberalismo social ou ao liberalismo clássico, embora todos os partidos e indivíduos liberais partilhem semelhanças básicas, incluindo o apoio aos direitos civis e às instituições democráticas. A nível global, os liberais estão unidos na Internacional Liberal, que contém mais de 100 partidos e organizações liberais influentes de todo o espectro ideológico. Alguns partidos da Internacional Liberal estão entre os mais famosos do mundo, como o Partido Liberal do Canadá, enquanto outros estão entre os menores, como o Partido Liberal de Gibraltar. Regionalmente, os liberais estão organizados através de várias instituições, dependendo do contexto geopolítico prevalecente. O Partido Europeu dos Liberais, Democratas e Reformistas, por exemplo, representa os interesses dos liberais na Europa, enquanto a Aliança dos Liberais e Democratas pela Europa é o grupo liberal predominante no Parlamento Europeu.  

### Maçonaria
Numa perspectiva histórica de longo prazo, Norman Davies argumentou que a Maçonaria foi uma força poderosa em nome do Liberalismo na Europa e nas suas colónias, desde cerca de 1700 até ao século XX. Expandiu-se rapidamente durante a Era do Iluminismo, atingindo praticamente todos os países da Europa, bem como as colónias ultramarinas britânicas e espanholas. Foi especialmente atraente para a realeza, aristocratas e políticos poderosos, bem como para intelectuais, artistas e ativistas políticos. O seu grande inimigo era a Igreja Católica Romana, de modo que em países com grande elemento católico, como França, Itália, Áustria, Portugal, Espanha e México, grande parte da ferocidade das batalhas políticas envolve o confronto entre os conservadores centrados em torno a Igreja e os liberais que muitas vezes eram maçons.  
Na década de 1820, cada regimento do Exército Britânico tinha pelo menos um capítulo maçônico, e eles começaram a formar capítulos entre civis em todos os lugares onde estavam estacionados no Império Britânico. Nos impérios francês, espanhol e português, os capítulos do Exército também foram ativos na difusão da Maçonaria. No México do século XIX e início do século XX, praticamente todos os líderes importantes do liberalismo eram maçons ativos; eles usaram suas lojas como dispositivos para organização política. Os movimentos totalitários do século XX, especialmente os fascistas e os comunistas, quando chegaram ao poder, decidiram esmagar sistematicamente as organizações maçons nos seus países.  

### África e Ásia
No Médio Oriente e no Império Otomano o efeito do liberalismo foi significativo. Durante o século XIX, intelectuais árabes, otomanos e persas visitaram a Europa para estudar e aprender sobre a literatura ocidental, a ciência e as ideias liberais. Isto levou-os a questionar-se sobre o subdesenvolvimento dos seus países e a concluir que precisavam de promover o constitucionalismo, o desenvolvimento e os valores liberais para modernizar as suas sociedades.[102] Ao mesmo tempo, a crescente presença europeia no Médio Oriente e a estagnação da região encorajaram alguns líderes do Médio Oriente, incluindo Mahmud II e o seu filho Abdülmecid I, Muhammad Ali Pasha e Amir Kabir, a fazer mudanças sociopolíticas e a começar projetos de modernização. Em 1826, o intelectual e acadêmico Rifa'a al-Tahtawi foi enviado a Paris em uma das missões acadêmicas de Muhammad Ali. Tahtawi estudou ética, filosofia social e política e matemática. Ele leu obras de Condillac, Voltaire, Rousseau, Montesquieu e Bézout, entre outros, durante sua estada na França. 
Em 1831, Tahtawi voltou para casa para fazer parte do esforço estadual para modernizar a infraestrutura e a educação egípcias no que se tornou um renascimento egípcio (Nahda) que floresceu no final do século 19 e início do século 20, mudando-se posteriormente para regiões de língua árabe governadas pelos otomanos. incluindo Líbano, Síria e outros. Ele fundou a Escola de Línguas (também conhecida como Escola de Tradutores) em 1835, que se tornou parte da Universidade Ain Shams em 1973.  
Após o seu regresso, Al-Tahtawi tornou-se um defensor dos direitos parlamentares, dos direitos dos cidadãos à participação política e dos direitos das mulheres à educação.  A Escola de Línguas formou os primeiros intelectuais egípcios modernos, que formaram a base da mobilização popular emergente contra o colonialismo britânico no Egito. Três de seus volumes publicados foram obras de filosofia política e moral. Eles apresentaram ao seu público egípcio as ideias liberais do Iluminismo, como autoridade secular e direitos políticos e liberdade, suas ideias sobre como uma sociedade civilizada moderna deveria ser e o que constituía por extensão um civilizado ou "bom egípcio", e suas ideias sobre interesse público e bem público.  
No Império Otomano, para garantir a sua integridade territorial contra movimentos nacionalistas internos e potências agressivas externas, o Império lançou uma série de reformas. Este período é denominado Tanzimat (reorganização). Embora ministros e intelectuais liberais tentassem influenciar as reformas, os motivos para a implementação do Tanzimât foram burocráticos. 
[102][108] Essas mudanças foram feitas para melhorar as liberdades civis. No entanto, as ideias e tendências reformistas da Nahda e da Tanzimat não alcançaram a população comum com sucesso, uma vez que os livros, periódicos e jornais eram acessíveis principalmente a intelectuais e segmentos de uma classe média emergente, enquanto muitos muçulmanos os viam como influências estrangeiras. sobre o mundo do Islã. Essa percepção complicou os esforços reformistas feitos pelos estados do Médio Oriente.  Uma política de união, denominada "Otomanismo" pretendia unir todos os diferentes povos que viviam nos territórios otomanos, "muçulmanos e não-muçulmanos, turcos e gregos, arménios e judeus, curdos e árabes". A política começou oficialmente com o Édito de Gülhane de 1839, declarando a igualdade perante a lei tanto para os otomanos muçulmanos como para os não-muçulmanos. 
Em 1865, um grupo de intelectuais turcos otomanos, insatisfeitos com as reformas Tanzimat no Império Otomano, estabeleceu uma sociedade secreta chamada Jovens Otomanos. Eles acreditavam que as reformas não foram suficientemente longe e queriam acabar com a autocracia no império. Procuraram transformar a sociedade otomana, preservando o império e modernizando-o segundo as linhas europeias, adoptando um governo constitucional. Embora os Jovens Otomanos estivessem frequentemente em desacordo ideológico, todos concordaram que o novo governo constitucional deveria continuar a estar um pouco enraizado no Islão para enfatizar a validade contínua e essencial do Islão como base da cultura política otomana. No entanto, sincretizam o idealismo islâmico com o liberalismo moderno e a democracia parlamentar; para eles, o liberalismo parlamentar europeu era um modelo a seguir, de acordo com os princípios do Islão. Eles "tentaram reconciliar os conceitos islâmicos de governo com as ideias de Montesquieu, Danton, Rousseau e estudiosos e estadistas europeus contemporâneos".  
Namık Kemal, que foi influente na formação dos Jovens Otomanos, admirava a constituição da Terceira República Francesa; ele resumiu os ideais políticos dos Jovens Otomanos como "a soberania da nação, a separação de poderes, a responsabilidade dos funcionários, a liberdade pessoal, a igualdade, a liberdade de pensamento, a liberdade de imprensa, a liberdade de associação, o gozo da propriedade, a santidade de a casa".  Os Jovens Otomanos acreditavam que uma das principais razões pois o declínio do império consistia em abandonar os princípios islâmicos em favor da imitação da modernidade europeia com compromissos imprudentes para ambos, e procuraram unir os dois de uma forma que acreditavam servir melhor os interesses do Estado e do seu povo.[118] Eles procuraram revitalizar o império incorporando certos modelos de governo europeus, mantendo ao mesmo tempo as fundações islâmicas nas quais o império foi fundado. Entre os membros proeminentes desta sociedade estavam escritores e publicitários como İbrahim Şinasi, Namık Kemal, Ali Suavi, Ziya Pasha e Agah Efendi. 
As emergentes crises financeiras e diplomáticas internas de 1875-1876 permitiram aos Jovens Otomanos o seu momento decisivo, quando o Sultão Abdülhamid II nomeou Midhat Pasha, de mentalidade liberal, como Grão-vizir e promulgou relutantemente a constituição otomana de 1876, a primeira tentativa de uma constituição no Império Otomano, inaugurando a Primeira Era Constitucional e encerrando o Tanzimat. Graças aos intelectuais liberais que tentaram modernizar a sua sociedade promovendo o desenvolvimento, o progresso e os valores liberais, o constitucionalismo foi introduzido no Império Otomano, Midhat Pasha é frequentemente considerado um dos fundadores do Parlamento Otomano.  Embora este período tenha durado pouco, com Abdulhamid finalmente suspendendo a constituição e o parlamento em 1878 em favor de um retorno à monarquia absoluta com ele mesmo no poder,[126] o legado e a influência dos Jovens Otomanos continuaram a durar até o colapso do império. Várias décadas depois, outro grupo de otomanos reformistas, os Jovens Turcos, repetiram os esforços dos Jovens Otomanos, levando à Revolução dos Jovens Turcos em 1908 e ao início da Segunda Era Constitucional. 
O período Nahda procurou modernizar o Islã e a sociedade. Pensadores e reformadores religiosos rejeitaram as visões tradicionais e encorajaram a modernização através do abandono do taqlid (imitação, conformidade com precedentes legais) e da ênfase no ijtihad (esforço intelectual, raciocínio e hermenêutica), que viam como um regresso às origens islâmicas. O movimento modernista islâmico, às vezes também chamado de salafismo modernista, foi descrito como "a primeira resposta ideológica muçulmana ao desafio cultural ocidental" [a] O modernismo islâmico foi o primeiro de vários movimentos - incluindo o secularismo, o islamismo e o salafismo - que surgiram em meados do século XIX, em reacção às rápidas mudanças da época, especialmente ao aparente ataque da civilização ocidental e do colonialismo ao mundo muçulmano. 
Os fundadores do modernismo islâmico incluem Muhammad Abduh, um xeque da Universidade Al-Azhar por um breve período antes de sua morte em 1905, Jamal ad-Din al-Afghani e Muhammad Rashid Rida (falecido em 1935). O movimento começou com Rifa'a al-Tahtawi, mas ganhou popularidade quando al-Afghani organizou um grupo de estudiosos muçulmanos para discutir os desafios sócio-políticos e teológicos que o Islão enfrentava. O movimento tentou reconciliar a fé islâmica com os valores ocidentais modernos, como o nacionalismo, a democracia, os direitos civis, a racionalidade, a igualdade e o progresso. Apresentava um "reexame crítico das concepções e métodos clássicos de jurisprudência" e uma nova abordagem à teologia islâmica e à exegese do Alcorão (Tafsir). 
O modernismo islâmico e o nacionalismo liberal estavam interligados, ambos foram fatores no recuo da ortodoxia islâmica e no declínio do estado absolutista. Embora o nacionalismo liberal do Médio Oriente tenha tomado como inspiração o liberalismo ocidental, favorecendo a integração nacional através de reformas culturais e educacionais, a promoção de línguas nacionais indígenas e a separação entre religião e política, conceitos de nacionalismo e os princípios das instituições democráticas. Foi uma resposta ao colonialismo e ao intervencionismo e colidiu com os interesses ocidentais na região. No Egipo, o modernismo islâmico permitiu que os cidadãos liberais alcançassem um público mais vasto. Isto terminou nas décadas de 1920 e 1930, quando o nacionalismo liberal assumiu uma forte orientação secularista, enfraquecendo o modernismo islâmico. Todas estas mudanças no mundo muçulmano criaram uma sensação de crise dentro do Islão que favoreceu o revivalismo islâmico. 
Em 1909, em Qajari governava a Pérsia (hoje Irã), o Partido Democrata (também traduzido como Partido Democrático) durante o período constitucional, era um dos dois principais partidos parlamentares da época, ao lado do seu rival, o Partido Socialista Moderado. Inicialmente um desdobramento do Partido Social Democrata baseado na Transcaucásia, era em grande parte composto por intelectuais liberais de classe média e defendia um sistema político representativo e a separação entre Igreja e Estado, para limitar a autoridade da monarquia e do clero. Influenciou a Constituição de 1906 que criou o Majlis (parlamento) e o Senado. Porém, devido a fatores internos e externos, o partido não conseguiu crescer significativamente e foi suprimido e quando a Dinastia Pahlavi foi criada em 1925, fragmentou-se em diferentes associações menores. No Japão, que era geralmente liberal na década de 1920, viu o liberalismo definhar na década de 1930 sob pressão dos militares. 
No Egito, o Partido Wafd ("Partido da Delegação") era um partido político liberal nacionalista no Egito. Dizia-se que era o partido político mais popular e influente do Egito durante um período nas décadas de 1920 e 1930. Embora os esforços dos nacionalistas liberais tenham culminado na formação de uma monarquia constitucional com a Constituição Egípcia de 1923, o nacionalismo liberal declinou no final da década de 1930 devido ao crescimento e à oposição de dois movimentos, a Irmandade Muçulmana e o nacionalismo pan-árabe.  No entanto, houve vários exemplos de intelectuais que defenderam valores e ideias liberais. Liberais proeminentes durante o período foram Taha Hussein, Ahmed Lutfi el-Sayed, Tawfiq al-Hakim, Abd El-Razzak El-Sanhuri, Abd El-Razzak El-Sanhuri e Muhammad Mandur.  Taha Hussein e Ahmed Lutfi el-Sayed estavam entre os intelectuais egípcios mais influentes do século XX. Hussein opôs-se ao Islamismo e uma das suas principais contribuições para o movimento liberal foi um exame de como o liberalismo egípcio e o Islão poderiam ser reconciliados. Ele acreditava na liberdade e na igualdade e que o Egipto deveria ser desenvolvido como uma sociedade moderna e esclarecida, em linha com as ideias da Revolução Francesa e da Era Industrial. 
El-Sayed foi um dos arquitetos do nacionalismo, do secularismo e do liberalismo egípcio moderno. Carinhosamente conhecido como o "Professor da Geração", ele foi uma pessoa influente no movimento nacionalista egípcio e um ativista anticolonial.  Ele acreditava na igualdade e nos direitos para todas as pessoas. Ele foi o primeiro diretor da Universidade do Cairo, onde atuou de 1925 a 1941.  Ele foi considerado um dos primeiros funcionários egípcios a apresentar as obras de Mill ao público árabe em geral, para que pudessem se educar sobre os conceitos do liberalismo. Ele acreditava que as pessoas deveriam ter uma palavra a dizer sobre o que se passava no seu governo e país, e que todas as pessoas tinham certos direitos civis que não podiam ser retirados. 
Em 1949, a Frente Nacional do Irã foi fundada por Mohammad Mosaddegh, Hossein Fatemi, Ahmad Zirakzadeh, Ali Shayegan e Karim Sanjabi, entre outros.[144] É o grupo pró-democracia mais antigo a operar no Irã. A frente foi concebida para ser uma ampla aliança de associações com ideias semelhantes, incluindo vários partidos nacionalistas, liberais e social-democratas, com o objetivo de fortalecer a democracia, a liberdade de imprensa e o governo constitucional. Os grupos mais importantes na Frente eram o Partido do Irã, o Partido dos Trabalhadores, o Partido Nacional e a Associação de Guildas de Comércio e Artesanato do Bazar de Teerã. O Partido do Irão, que foi fundado em 1946 como uma plataforma para os liberais iranianos, incluía figuras como Karim Sanjâbi, Gholam Hossein Sadighi, Ahmad Zirakzadeh e Allah-Yar Saleh. 
Em abril de 1951, a Frente Nacional tornou-se a coligação governamental quando Mohammad Mosaddegh, democraticamente eleito, assumiu o cargo de primeiro-ministro do Irã. Mosaddegh foi um nacionalista liberal e um parlamentar proeminente que defendeu o Estado de direito e a liberdade de intervenção estrangeira. Sua administração introduziu uma série de reformas sociais e políticas progressivas, como a seguridade social e as reformas agrárias, incluindo a tributação do aluguel. em terra. A política mais notável do seu governo, no entanto, foi a nacionalização da indústria petrolífera iraniana, que estava sob controlo britânico desde 1913 através da Anglo-Persian Oil Company (APOC/AIOC) (mais tarde British Petroleum e BP), tornando-se o primeiro país em o Médio Oriente nacionalize a sua indústria petrolífera. 
A forma liberal e independente de governar de Mossadegh rendeu-lhe o apoio popular, mas também alienou vários grupos. Entrou em conflito direto com os interesses ocidentais na região, desafiou a autoridade do xá e a tolerância de Mossadegh com grupos de esquerda ofendeu os tradicionalistas e os ulama.  A favor do fortalecimento do governo monárquico de Mohammad Reza Pahlavi, Winston Churchill e a administração Eisenhower decidiram derrubar o governo do Irã, embora a administração antecessora Truman se tenha oposto a um golpe.  Mosaddegh foi destituído do poder num golpe de estado em 19 de agosto de 1953, organizado e executado pela CIA a pedido do MI6, que escolheu o general iraniano Fazlollah Zahedi para suceder Mosaddegh. O golpe de 1953 (Irã) acabou com o domínio do liberalismo no governo do país. Antes de 1953 e ao longo da década de 1960, a Frente Nacional foi dilacerada por conflitos entre elementos seculares e religiosos e ao longo do tempo dividiu-se em várias facções em disputa, emergindo gradualmente como a principal organização de liberais seculares com partidos nacionalistas. membros aderindo à democracia liberal e à social-democracia.  
Em meados do século XX, o Partido Liberal e o Partido Progressista foram formados para se opor às políticas de apartheid do governo. Os liberais formaram um partido multirracial que originalmente atraiu apoio considerável dos negros urbanos e dos brancos com ensino superior. Também ganhou apoio dos "setores ocidentalizados do campesinato", e as suas reuniões públicas foram fortemente frequentadas por negros. O partido tinha 7.000 membros no seu auge, embora o seu apelo à população branca como um todo fosse demasiado pequeno para fazer quaisquer mudanças políticas significativas. Os liberais foram dissolvidos em 1968 depois que o governo aprovou uma lei que proibia os partidos de terem filiação multirracial. 
Na Índia, a Congresso Nacional Indiano (CNI) foi fundada no final do século XIX por nacionalistas liberais que buscavam uma Índia mais liberal e autônoma. Ao longo dos primeiros anos do século XX, o liberalismo foi a principal corrente ideológica do partido. No entanto, nas décadas seguintes, o socialismo gradualmente superou essa perspectiva. Uma luta notável liderada pelo Congresso Nacional Indianoresultou na conquista da independência da Índia em relação à Grã-Bretanha. Nos tempos mais recentes, o partido adotou uma abordagem mais liberal, defendendo mercados abertos e simultaneamente buscando justiça social. No Manifesto de 2009, o Congresso Nacional Indiano elogiou um nacionalismo indiano "secular e liberal", oposto às tendências ideológicas nativistas, comunitárias e conservadoras associadas à direita. No contexto mais amplo do liberalismo asiático nas últimas décadas, o foco principal tem sido a ascensão da democratização como um meio para facilitar a rápida modernização econômica do continente. No entanto, em algumas nações, como Myanmar, a democracia liberal foi substituída por regimes de ditadura militar. Esses eventos destacam os desafios e complexidades enfrentados pelos movimentos políticos em diferentes contextos asiáticos, onde as trajetórias políticas podem variar significativamente.  
Entre as nações africanas, a África do Sul destaca-se por ter uma notável tradição liberal que falta a outros países do continente. Hoje, o liberalismo na África do Sul é representado pela Aliança Democrática, o partido oficial da oposição ao Congresso Nacional Africano, no poder. A Aliança Democrática é o segundo maior partido na Assembleia Nacional e atualmente lidera o governo provincial do Cabo Ocidental. 
Recentemente, os partidos e instituições liberais deram um grande impulso ao poder político. A nível continental, os liberais estão organizados na Rede Liberal de África, que contém partidos influentes como o Movimento Popular em Marrocos, o Partido Democrático no Senegal e os Republicanos na Costa do Marfim. Na Ásia, vários países asiáticos rejeitaram explicitamente importantes princípios liberais. A nível continental, os liberais estão organizados através do Conselho de Liberais e Democratas Asiáticos, que inclui partidos poderosos como o Partido Liberal nas Filipinas, o Partido Democrático Progressista em Taiwan e o Partido Democrata na Tailândia. Um exemplo notável de influência liberal pode ser encontrado na Índia. Na Índia, a democracia mais populosa do mundo, o Congresso Nacional Indiano há muito domina os assuntos políticos.  

### Américas
Na América Latina, a agitação liberal remonta ao século XVIII, quando a agitação liberal na América Latina levou a independência do poder imperial de Espanha e Portugal. Os novos regimes eram geralmente liberais na sua perspectiva política e empregavam a filosofia do positivismo, que enfatizava a verdade da ciência moderna, para reforçar as suas posições. 
As lutas liberais e conservadoras na Espanha também se replicaram na América Latina. Tal como o seu antigo senhor, a região foi um foco de guerras, conflitos e atividades revolucionárias ao longo do século XIX. No México, os liberais instituíram o programa de La Reforma na década de 1850, reduzindo o poder dos militares e da Igreja Católica. Os conservadores ficaram indignados com estes passos e lançaram uma revolta, que desencadeou um conflito mortal. De 1857 a 1861, o México foi envolvido na sangrenta Guerra da Reforma, um confronto interno e ideológico massivo entre os liberais e os conservadores.  Os liberais finalmente triunfaram e Benito Juárez, um liberal dedicado e agora mexicano herói nacional, tornou-se presidente da república. Depois de Juárez, o México sofreu períodos prolongados de repressão ditatorial, que duraram até a Revolução Mexicana no início do século XX. 
Outro exemplo regional de influência liberal pode ser encontrado no Equador. Tal como aconteceu com outras nações da região na época, o Equador estava mergulhado em conflitos e incertezas depois de conquistar a independência da Espanha. Em meados do século XIX, o país mergulhou no caos e na loucura, com o povo dividido entre campos rivais liberais e conservadores. A partir desses conflitos, García Moreno estabeleceu um governo conservador que governou o país durante vários anos. Os liberais, no entanto, ficaram indignados com o regime conservador e derrubaram-no completamente na Revolução Liberal de 1895. Os Liberais Radicais que derrubaram os conservadores foram liderados por Eloy Alfaro, um incendiário que implementou uma variedade de reformas sociopolíticas, incluindo a separação entre Igreja e Estado, a legalização do divórcio e o estabelecimento de escolas públicas. 
Revoluções liberais em países como México e Equador inaugurou o mundo moderno para grande parte da América Latina. Os liberais latino-americanos geralmente enfatizavam o livre comércio, propriedade privada e .anticlericalismo. 
Nos Estados Unidos, uma guerra violenta garantiu a integridade da nação e a abolição da escravatura no sul. O historiador Don Doyle argumentou que a vitória da União na Guerra Civil Americana (1861-65) deu um grande impulso ao curso do liberalismo. A vitória da União energizou as forças democráticas populares. Uma vitória confederada, por outro lado, significaria um novo nascimento da escravidão, não da liberdade. O historiador Fergus Bordewich, seguindo Doyle, argumenta que "a vitória do Norte provou decisivamente a durabilidade do governo democrático. A independência confederada, por outro lado, teria estabelecido um modelo americano para a política reacionária e a repressão racial que provavelmente teria lançado uma sombra internacional no século XX e talvez além." 
No Canadá, o Partido Liberal, há muito dominante, fundado em 1867 e ocasionalmente conhecido como os Grits, governou o país por quase 70 anos durante o século XX. O partido produziu alguns dos primeiros-ministros mais influentes da história canadense, incluindo Pierre Trudeau, Lester B. Pearson e Jean Chrétien, e tem foi o principal responsável pelo desenvolvimento do estado de bem-estar social canadense. O enorme sucesso dos Liberais - virtualmente inigualável em qualquer outra democracia liberal - levou muitos comentadores políticos ao longo do tempo a identificá-los como os líderes da nação. partido natural do governo. 
Nos Estados Unidos, o liberalismo moderno remonta à presidência popular de Franklin Delano Roosevelt, que iniciou o Novo Acordo em resposta à Grande Depressão New Deal  aumentou 17% e o desemprego caiu abaixo de 10% pela primeira vez desde 1929. .produto interno bruto Os gastos adicionais do Estado e o grande programa de obras públicas desencadeado pela Segunda Guerra Mundial acabaram por tirar os Estados Unidos da Grande Depressão. De 1940 a 1941, os gastos do governo aumentaram 59%, o  de aproximadamente 25% para cerca de 15 por cento até 1940.taxa de desemprego reduziu a programa social liberal Gastos adicionais do Estado e o gigantesco programa de obras públicas desencadeado pela Segunda Guerra Mundial acabou tirando os Estados Unidos da Grande Depressão. O programa social liberal reduziu a taxa de desemprego de cerca de 25% para cerca de 15% em 1940.  Os gastos adicionais do Estado e o enorme programa de obras públicas desencadeado pela Segunda Guerra Mundial acabaram por tirar os Estados Unidos da Grande Depressão. De 1940 a 1941, os gastos do governo aumentaram 59 por cento, o produto interno bruto aumentou 17 por cento e o desemprego caiu abaixo de 10 por cento pela primeira vez desde 1929. 
Entre os vários movimentos regionais e nacionais, o movimento pelos direitos civis nos Estados Unidos durante a década de 1960 destacou fortemente os esforços liberais pela igualdade de direitos. O projeto Great Society lançado pelo presidente Lyndon B. Johnson supervisionou a criação do Medicare e do Medicaid, o estabelecimento do Head Start e do Job Corps como parte da Guerra contra a Pobreza e a aprovação da histórica Lei dos Direitos Civis de 1964 - uma lei totalmente rápida série de eventos que alguns historiadores apelidaram de Hora Liberal.  Nas décadas de 1960 e 1970, a causa da Segunda Onda do feminismo nos Estados Unidos foi promovida em grande parte por organizações feministas liberais, como a Organização Nacional para Mulheres. 
No final do século 20, uma reação conservadora contra o tipo de liberalismo defendido por Roosevelt e Kennedy desenvolveu-se no Partido Republicano. Este tipo de conservadorismo reagiu principalmente contra as convulsões culturais e políticas da década de 1960. Ajudou a lançar no poder presidentes como Ronald Reagan, George H. W. Bush, George W. Bush e Donald Trump. Os problemas econômicos no início do século 21 levaram ao ressurgimento do liberalismo social com a eleição de Barack Obama nas eleições presidenciais de 2008, junto com o populismo conservador e parcialmente reativo e o nativismo incorporados no movimento Tea Party e na eleição de Donald Trump. 
Hoje, os liberais de mercado na América Latina organizaram a Rede Liberal de América Latina (RELIAL), uma rede de centro-direita que reúne dezenas de partidos e organizações liberais. A RELIAL apresenta partidos tão geograficamente diversos como a Nueva Alianza mexicana e a União Liberal Cubana, que visa garantir o poder em Cuba. Alguns dos principais partidos liberais da região continuam, no entanto, a alinhar-se com ideias e políticas sociais liberais – um caso notável é o Partido Liberal Colombiano, que é membro da Internacional Socialista. Outro exemplo famoso é o Partido Liberal Radical Autêntico do Paraguai, um dos partidos mais poderosos do país, que também foi classificado como centro-esquerda  

#### Brasil
O liberalismo político no Brasil teve seu surgimento e desenvolvimento ao longo dos séculos XIX e XX, refletindo as mudanças políticas e sociais que marcaram a história do país. Durante o século XIX, o Brasil passou por transformações significativas, como a independência em 1822 e a promulgação da primeira Constituição em 1824. Nesse contexto, ideias liberais começaram a ganhar força, influenciando a estruturação das instituições políticas. No século XIX, o liberalismo político manifestou-se por meio de movimentos e revoltas que buscavam a participação popular, o estabelecimento de uma ordem constitucional e a limitação do poder do monarca. A Constituição de 1824, embora tenha caráter liberal em alguns aspectos, era centralizadora e autoritária, levando a conflitos políticos. Com o tempo, movimentos como a Revolta Liberal de 1842 e a Questão Christie (1863) evidenciaram as tensões entre as forças liberais e conservadoras no país.  
No início do século XX, o liberalismo político continuou a influenciar o cenário brasileiro, especialmente durante a Primeira República (1889-1930). A proclamação da República em 1889 resultou na instauração de um regime republicano, mas o período foi marcado por instabilidade política, com governos frequentemente sob influência de oligarquias regionais. A Constituição de 1891, inspirada em princípios liberais, delineou as estruturas republicanas, mas a participação popular era limitada.  
Durante o século XX, o liberalismo político enfrentou desafios significativos no Brasil, com períodos de autoritarismo, como o Estado Novo de Getúlio Vargas (1937-1945) e o regime militar que se instaurou em 1964. Esses períodos restringiram as liberdades civis e políticas, desviando-se dos princípios liberais. No entanto, com o fim da ditadura militar em 1985, o país passou por um processo de redemocratização, promovendo a restauração de instituições democráticas e o ressurgimento de ideias liberais na cena política brasileira. O liberalismo político no Brasil, ao longo dos séculos, tem sido uma força dinâmica, moldando e sendo moldado pelos eventos e desafios políticos enfrentados pelo país. 

### Europa
Na Espanha, os Liberalis, o primeiro grupo a usar o rótulo liberal num contexto político, lutaram durante décadas pela implementação da Constituição de 1812 - derrubando a monarquia em 1820 como parte do Trienio Liberal e derrotando os carlistas conservadores em década de 1830. Na França, a queda de Napoleão em 1814-15 trouxe de volta ao poder na França os reis reacionários Bourbon. No entanto, mesmo eles foram incapazes de reverter a liberalização da Revolução Francesa e foram derrubados em 1830. Da mesma forma, a queda de Napoleão levou os conservadores ao poder em grande parte da Europa. 
A Revolução de Julho de 1830, orquestrada por políticos e jornalistas liberais, removeu a monarquia Bourbon e inspirou revoltas semelhantes noutras partes da Europa. A frustração com o ritmo do progresso político no início do século XIX desencadeou revoluções ainda mais gigantescas em 1848. As revoluções espalharam-se por todo o Império Austríaco, pelos estados alemães e pelos estados italianos. Os governos caíram rapidamente. Os nacionalistas liberais exigiam constituições escritas, assembleias representativas, maiores direitos de sufrágio e liberdade de imprensa. Uma segunda república foi proclamada na França. A servidão foi abolida na Prússia, Galícia, Boêmia e Hungria. O indomável Metternich, o construtor austríaco da ordem conservadora reinante, chocou a Europa quando se demitiu e fugiu para a Grã-Bretanha em pânico e disfarçado. 
Eventualmente, porém, o sucesso dos revolucionários desapareceu. Sem a ajuda francesa, os italianos foram facilmente derrotados pelos austríacos. Com alguma sorte e habilidade, a Áustria também conseguiu conter os sentimentos nacionalistas borbulhantes na Alemanha e na Hungria, ajudada pelo fracasso da Assembleia de Frankfurt em unificar os estados alemães numa única nação. Duas décadas mais tarde, porém, os italianos e os alemães realizaram os seus sonhos de unificação e independência. O primeiro-ministro da Sardenha, Camillo di Cavour, era um liberal astuto que compreendia que a única forma eficaz de os italianos conquistarem a independência era se os franceses estivessem do seu lado. Napoleão III concordou com o pedido de assistência de Cavour e a França derrotou a Áustria na Guerra Franco-Austríaca de 1859, preparando o terreno para a independência italiana. A unificação alemã ocorreu sob a liderança de Otto von Bismarck, que dizimou os inimigos da Prússia guerra após guerra, triunfando finalmente contra a França em 1871 e proclamando o Império Alemão no Salão dos Espelhos em Versalhes, encerrando outra saga no impulso à nacionalização. Os franceses proclamaram uma terceira república após a derrota na guerra. 
Na Alemanha, a unificação levou ao poder o principal conservador do século XIX, Otto von Bismarck, um membro da aristocracia fundiária Junker. A fim de garantir a lealdade das classes trabalhadoras à aristocracia dominante, Bismarck introduziu o sufrágio universal masculino e o primeiro estado de bem-estar social. Bismarck formou primeiro uma coligação com os liberais, com foco em acabar com as restrições comerciais e reduzir o poder da Igreja Católica. No final da década de 1870, ele inverteu posições e começou a colaborar com os católicos. Ele é mais conhecido por uma política externa que equilibrou múltiplos interesses concorrentes para produzir uma era de paz. 
No Reino Unido, a revogação das Leis dos Cereais em 1846 foi um momento decisivo e resumiu o triunfo do comércio livre e da economia liberal. A Anti-Corn Law League reuniu uma coligação de grupos liberais e radicais em apoio ao livre comércio sob a liderança de Richard Cobden e John Bright, que se opunham ao militarismo e à despesa pública. Suas políticas de baixo gasto público e baixa tributação foram posteriormente adotadas pelo chanceler liberal do Tesouro e mais tarde primeiro-ministro, William Ewart Gladstone. 
Embora os liberais clássicos aspirassem a um mínimo de actividade estatal, acabaram por aceitar o princípio da intervenção governamental na economia a partir do início do século XIX com a aprovação das Leis das Fábricas. Por volta de 1840 a 1860, os defensores do laissez-faire da Escola de Manchester e os escritores do The Economist estavam confiantes de que as suas primeiras vitórias levariam a um período de expansão da liberdade económica e pessoal e da paz mundial, mas enfrentariam reveses à medida que a intervenção e a actividade governamental continuassem a aumentar. expandir a partir da década de 1850. Jeremy Bentham e James Mill, embora defensores do laissez-faire, da não intervenção nas relações exteriores e da liberdade individual, acreditavam que as instituições sociais poderiam ser redesenhadas racionalmente através dos princípios do utilitarismo. Na década de 1870, Herbert Spencer e outros liberais clássicos concluíram que o desenvolvimento histórico estava se voltando contra eles. Na Primeira Guerra Mundial, o Partido Liberal abandonou em grande parte os princípios liberais clássicos. 
Os liberais, sob o comando de Henry Campbell-Bannerman e mais tarde de H.H. Asquith, retornaram com força total nas eleições gerais de 1906, auxiliados por eleitores da classe trabalhadora preocupados com preços dos alimentos. Após essa vitória histórica, o Partido Liberal introduziu várias reformas, incluindo seguro de saúde, seguro de desemprego e pensões para trabalhadores idosos, lançando assim as bases para o futuro estado de bem-estar britânico. 
O Orçamento Popular de 1909, defendido por David Lloyd George e pelo colega liberal Winston Churchill, introduziu impostos sem precedentes sobre os ricos na Grã-Bretanha e programas radicais de bem-estar social nas políticas do país. Foi o primeiro orçamento com a intenção expressa de redistribuir a riqueza entre o público. Impôs aumentos de impostos sobre luxos, bebidas alcoólicas, tabaco, rendimentos e terras – impostos que afectaram desproporcionalmente os ricos – para que o dinheiro pudesse ser disponibilizado para novos programas de assistência social, bem como para novos navios de guerra. Em 1911, Lloyd George conseguiu aprovar no Parlamento a sua Lei do Seguro Nacional, que previa a doença e a invalidez, e isto foi seguido pela sua Lei do Seguro Desemprego.  
O historiador Peter Weiler argumenta o seguinte: "Embora ainda parcialmente informada pelas antigas preocupações liberais com o caráter, a autossuficiência e o mercado capitalista, esta legislação, no entanto, marcou uma mudança significativa nas abordagens liberais do Estado e da reforma social, abordagens que os governos posteriores expandiriam lentamente e que se transformariam em o estado de bem-estar social após a Segunda Guerra Mundial. O que havia de novo nestas reformas era o pressuposto subjacente de que o Estado poderia ser uma força positiva, de que a medida da liberdade individual [...] não era o quanto o Estado deixava as pessoas sozinhas, mas se ele lhes dava a capacidade de se preencherem como indivíduos." 
Na virada do século XX, a incompetência da classe dominante na Rússia desacreditou a monarquia e a aristocracia. A Rússia já estava a recuperar das perdas anteriores para o Japão e das lutas políticas com os cadetes, um poderoso bloco liberal na Duma. Enfrentando uma enorme escassez de bens de primeira necessidade, juntamente com tumultos generalizados no início de 1917, o Czar Nicolau II abdicou em Março, pondo fim a três séculos de governo Romanov e abrindo caminho para que os liberais declarassem uma república. Os liberais da Rússia usaram repetidamente os slogans, símbolos e ideias da Revolução Francesa - espalhando "liberdade, igualdade e fraternidade"  os principais espaços públicos - para estabelecer um apego emocional ao passado, um apego que os liberais esperavam que galvanizasse o público a lutar pelos valores modernos. 
Mas a democracia não era uma tarefa simples e o Governo Provisório que assumiu a administração do país precisava da cooperação do Soviete de Petrogrado, uma organização que unia os trabalhadores industriais de esquerda, para funcionar e sobreviver. Contudo, sob a liderança incerta de Alexander Kerensky, o Governo Provisório geriu mal o envolvimento contínuo da Rússia na guerra, provocando reacções iradas por parte dos trabalhadores de Petrogrado, que se desviaram cada vez mais para a esquerda. Os bolcheviques, um grupo comunista liderado por Vladimir Lenin, aproveitaram a oportunidade política desta confusão e lançaram uma segunda revolução na Rússia durante o mesmo ano. Os comunistas derrubaram violentamente a frágil ordem liberal-socialista em Outubro, após o que a Rússia testemunhou vários anos de guerra civil entre comunistas e conservadores que desejavam restaurar a monarquia. 
A Grande Depressão mundial, iniciada em 1929, acelerou o descrédito da economia liberal e reforçou os apelos ao controlo estatal sobre os assuntos económicos. Os problemas económicos provocaram uma agitação generalizada no mundo político europeu, levando à ascensão do fascismo como uma ideologia e um movimento organizado contra o liberalismo e o comunismo, especialmente na Alemanha nazi e em Itália. A ascensão do fascismo na década de 1930 culminou na Segunda Guerra Mundial, o conflito mais mortal da história da humanidade. Os Aliados prevaleceram na guerra em 1945, e a sua vitória preparou o terreno para a Guerra Fria entre o Bloco Oriental comunista e a Aliança Ocidental liberal. 
No Reino Unido, o Partido Liberal perdeu influência no início do século XX devido ao crescimento do Partido Trabalhista. Na Rússia, o liberalismo foi derrotado quando os comunistas chegaram ao poder sob Vladimir Lenin em Outubro de 1917, em Itália quando Mussolini estabeleceu a sua ditadura em 1922, na Polónia em 1926 sob Józef Piłsudski, e em Espanha em 1939 após a Guerra Civil Espanhola. Antes da Primeira Guerra Mundial, os partidos liberais dominavam a cena política europeia, mas foram gradualmente substituídos pelos socialistas e social-democratas no início do século XX. A sorte dos partidos liberais desde a Segunda Guerra Mundial tem sido mista, com alguns ganhando força enquanto outros sofreram declínios contínuos. 
A queda da União Soviética e a dissolução da Iugoslávia no final do século XX, no entanto, permitiram a formação de muitos partidos liberais em toda a Europa Oriental. Esses partidos desenvolveram diversos personagens ideológicos. Alguns, como os Liberais Democratas Eslovenos ou os Sociais Liberais Lituanos, foram caracterizados como de centro-esquerda. Outros, como o Partido Liberal Nacional Romeno, foram classificados como de centro-direita. No Reino Unido, o Estado-providência abrangente foi construído após a Segunda Guerra Mundial. Apesar disso foi em grande parte realizado pelo Partido Trabalhista, mas também foi significativamente concebido por intelectuais do Partido Liberal, especialmente John Maynard Keynes, que lançou as bases económicas, e por William Beveridge, que desenhou o sistema de bem-estar social. 
Em 1988, o Partido Liberal Britânico juntou-se ao Partido Social Democrata, dissidente trabalhista, para formar os Liberais Democratas. Após as eleições gerais de 2010, os Liberais Democratas formaram um governo de coligação com os Conservadores, dando-lhes ministros. No entanto, os Liberais Democratas perderam 49 dos seus 56 assentos nas eleições gerais de 2015, tendo a sua análise do resultado concluído que uma série de reversões políticas foram responsáveis pelo seu fraco desempenho eleitoral. Na Europa Ocidental, os partidos liberais têm cooperado frequentemente com partidos socialistas e social-democratas, como evidenciado pela Coligação Púrpura nos Países Baixos durante o final da década de 1990 e no século XXI. A Coalizão Púrpura, uma das mais importantes da história holandesa, reuniu o progressista liberal de esquerda D66, o Partido Popular pela Liberdade e Democracia econômico liberal e de centro-direita, e o Partido Trabalhista social-democrata - uma combinação incomum que acabou legalizando casamento entre pessoas do mesmo sexo, eutanásia e prostituição, ao mesmo tempo que institui uma política de não aplicação da maconha. 

### Oceania
Na Austrália, o liberalismo é defendido principalmente pelo Partido Liberal de centro-direita. Os liberais são uma fusão de forças liberais e conservadoras clássicas e são afiliados à União Democrata Internacional de centro-direita. 

## Historiografia

### Michel Foucault
O intelectual francês Michel Foucault localiza a emergência do liberalismo, tanto como filosofia política como modo de governação, no século XVI.  Ele se concentra especialmente em Adam Smith, David Hume e Adam Ferguson.  Segundo Foucault, foi através de um duplo movimento, de centralização do Estado, por um lado, e de dispersão e dissidência religiosa, por outro, que este problema de governo se apresentou claramente pela primeira vez. 
A questão central, ou problema de governo, em relação ao nascimento do liberalismo, era como aplicar a forma de governação da família, a “economia”, ao Estado como um todo. Como introduzir a atenção meticulosa do pai no lar familiar e na unidade familiar, na gestão do Estado?  O nascimento do liberalismo pode ser localizado na resposta a esta questão ou problema de governo. A resposta testemunhou a mudança do domínio do poder soberano para o aparato do Estado e pode ser caracterizada em três desenvolvimentos importantes. 

O liberalismo, como uma 'racionalidade' de governar, era, na mente de Foucault, único em relação a outras tecnologias anteriores de governar, pois tinha como fundamento o pressuposto de que o comportamento humano deveria ser governado, na busca de fomentar a ideia de que a sociedade deve ser entendida como um domínio separado do Estado, não apenas algo que foi retirado e violado para fortalecer o Estado.  No sentido foucaultiano, o liberalismo não emergiu como uma doutrina de como simplesmente governar as pessoas, mas sim como uma tecnologia de governar que surgiu da crítica intemporal do governo excessivo, em seu dizer: "uma busca por uma tecnologia de governo que pudesse resolver a queixa recorrente que as autoridades governavam de forma excessiva». 

## Literatura
- Alnes, Jan Harald, and Manuel Toscano. Varieties of Liberalism: Contemporary Challenges (2014).
- Alterman, Eric. Why We're Liberals. New York: Viking Adult, 2008. ISBN 0-670-01860-0.
- Ameringer, Charles. Political parties of the Americas, 1980s to 1990s. Westport: Greenwood Publishing Group, 1992. ISBN 0-313-27418-5.
- Auerbach, Alan and Kotlikoff, Laurence. Macroeconomics Cambridge: MIT Press, 1998. ISBN 0-262-01170-0.
- Bernstein, Richard. Thomas Jefferson: The Revolution of Ideas. New York: Oxford University Press US, 2004. ISBN 0-19-514368-X.
- Chabal, Emile. "The Agonies of Liberalism." Contemporary European History 26.1 (2017): 161–173. online Archived 2020-08-01 at the Wayback Machine
- Coker, Christopher. Twilight of the West. Boulder: Westview Press, 1998. ISBN 0-8133-3368-7.
- Colomer, Josep Maria. Great Empires, Small Nations. New York: Routledge, 2007. ISBN 0-415-43775-X.
- Colton, Joel and Palmer, R.R. A History of the Modern World. New York: McGraw Hill, Inc., 1995. ISBN 0-07-040826-2.
- Copleston, Frederick. A History of Philosophy: Volume V. New York: Doubleday, 1959. ISBN 0-385-47042-8.
- Delaney, Tim. The march of unreason: science, democracy, and the new fundamentalism. New York: Oxford University Press, 2005. ISBN 0-19-280485-5.
- Diamond, Larry. The Spirit of Democracy. New York: Macmillan, 2008. ISBN 0-8050-7869-X.
- Dobson, John. Bulls, Bears, Boom, and Bust. Santa Barbara: ABC-CLIO, 2006. ISBN 1-85109-553-5.
- [full citation needed]
- Dorrien, Gary. The making of American liberal theology. Louisville: Westminster John Knox Press, 2001. ISBN 0-664-22354-0.
- Fawcett, Edmund. Liberalism: The Life of an Idea (2014).
- Flamm, Michael and Steigerwald, David. Debating the 1960s: liberal, conservative, and radical perspectives. Lanham: Rowman & Littlefield, 2008. ISBN 0-7425-2212-1.
- Gallagher, Michael et al. Representative government in modern Europe. New York: McGraw Hill, 2001. ISBN 0-07-232267-5.
- Godwin, Kenneth et al. School choice tradeoffs: liberty, equity, and diversity. Austin: University of Texas Press, 2002. ISBN 0-292-72842-5.
- Gould, Andrew. Origins of liberal dominance. Ann Arbor: University of Michigan Press, 1999. ISBN 0-472-11015-2.
- Gray, John. Liberalism. Minneapolis: University of Minnesota Press, 1995. ISBN 0-8166-2801-7.
- Grigsby, Ellen. Analyzing Politics: An Introduction to Political Science. Florence: Cengage Learning, 2008. ISBN 0-495-50112-3.
- Hartz, Louis. The liberal tradition in America. New York: Houghton Mifflin Harcourt, 1955. ISBN 0-15-651269-6. online
- Hafner, Danica and Ramet, Sabrina. Democratic transition in Slovenia: value transformation, education, and media. College Station: Texas A&M University Press, 2006. ISBN 1-58544-525-8.
- Handelsman, Michael. Culture and Customs of Ecuador. Westport: Greenwood Press, 2000. ISBN 0-313-30244-8.
- Heywood, Andrew. Political Ideologies: An Introduction. New York: Palgrave Macmillan, 2003. ISBN 0-333-96177-3.
- Hodge, Carl. Encyclopedia of the Age of Imperialism, 1800–1944. Westport: Greenwood Publishing Group, 2008. ISBN 0-313-33406-4.
- Jensen, Pamela Grande. Finding a new feminism: rethinking the woman question for liberal democracy. Lanham: Rowman & Littlefield, 1996. ISBN 0-8476-8189-0.
- Karatnycky, Adrian et al. Nations in transit, 2001. Piscataway: Transaction Publishers, 2001. ISBN 0-7658-0897-8.
- Karatnycky, Adrian. Freedom in the World. Piscataway: Transaction Publishers, 2000. ISBN 0-7658-0760-2.
- Kerber, Linda. The Republican Mother. Baltimore: Johns Hopkins University Press, 1976.
- Kirchner, Emil. Liberal parties in Western Europe. Cambridge: Cambridge University Press, 1988. ISBN 0-521-32394-0.
- Knoop, Todd. Recessions and Depressions Westport: Greenwood Press, 2004. ISBN 0-313-38163-1.
- Lightfoot, Simon. Europeanizing social democracy?: the rise of the Party of European Socialists. New York: Routledge, 2005. ISBN 0-415-34803-X.
- Mackenzie, G. Calvin and Weisbrot, Robert. The liberal hour: Washington and the politics of change in the 1960s. New York: Penguin Group, 2008. ISBN 1-59420-170-6.
- Manent, Pierre and Seigel, Jerrold. An Intellectual History of Liberalism. Princeton: Princeton University Press, 1996. ISBN 0-691-02911-3.
- Mazower, Mark. Dark Continent. New York: Vintage Books, 1998. ISBN 0-679-75704-X.
- Monsma, Stephen and Soper, J. Christopher. The Challenge of Pluralism: Church and State in Five Democracies. Lanham: Rowman & Littlefield, 2008. ISBN 0-7425-5417-1.
- Peerenboom, Randall. China modernizes. New York: Oxford University Press, 2007. ISBN 0-19-920834-4.
- Perry, Marvin et al. Western Civilization: Ideas, Politics, and Society. Florence, KY: Cengage Learning, 2008. ISBN 0-547-14742-2.
- Pierson, Paul. The New Politics of the Welfare State. New York: Oxford University Press, 2001. ISBN 0-19-829756-4.
- Riff, Michael. Dictionary of modern political ideologies. Manchester: Manchester University Press, 1990. ISBN 0-7190-3289-X.
- Roberts, J.M. The Penguin History of the World. New York: Penguin Group, 1992. ISBN 0-19-521043-3.
- Ros, Agustin. Profits for all?: the cost and benefits of employee ownership. New York: Nova Publishers, 2001. ISBN 1-59033-061-7.
- Ryan, Alan. The Making of Modern Liberalism (Princeton UP, 2012).
- Shaw, G. K. Keynesian Economics: The Permanent Revolution. Aldershot, England: Edward Elgar Publishing Company, 1988. ISBN 1-85278-099-1.
- Sinclair, Timothy. Global governance: critical concepts in political science. Oxford: Taylor & Francis, 2004. ISBN 0-415-27662-4.
- Song, Robert. Christianity and Liberal Society. Oxford: Oxford University Press, 2006. ISBN 0-19-826933-1.
- Stacy, Lee. Mexico and the United States. New York: Marshall Cavendish Corporation, 2002. ISBN 0-7614-7402-1.
- Steindl, Frank. Understanding Economic Recovery in the 1930s. Ann Arbor: University of Michigan Press, 2004. ISBN 0-472-11348-8.
- Susser, Bernard. Political ideology in the modern world. Upper Saddle River: Allyn and Bacon, 1995. ISBN 0-02-418442-X.
- Van Schie, P. G. C. and Voermann, Gerrit. The dividing line between success and failure: a comparison of Liberalism in the Netherlands and Germany in the 19th and 20th Centuries. Berlin: LIT Verlag Berlin-Hamburg-Münster, 2006. ISBN 3-8258-7668-3.
- Various authors. Countries of the World & Their Leaders Yearbook 08, Volume 2. Detroit: Thomson Gale, 2007. ISBN 0-7876-8108-3.
- Wolfe, Alan. The Future of Liberalism. New York: Random House, Inc., 2009. ISBN 0-307-38625-2.
- Worell, Judith. Encyclopedia of women and gender, Volume I. Amsterdam: Elsevier, 2001. ISBN 0-12-227246-3.
- Young, Shaun. Beyond Rawls: an analysis of the concept of political liberalism. Lanham: University Press of America, 2002. ISBN 0-7618-2240-2.
- Zvesper, John. Nature and liberty. New York: Routledge, 1993. ISBN 0-415-08923-9.

- Adams, Ian. Ideology and politics in Britain today. Manchester: Manchester University Press, 1998. ISBN 0-7190-5056-1.
- Cook, Richard. The Grand Old Man. Whitefish: Kessinger Publishing, 2004. ISBN 1-4191-6449-X on Gladstone.
- Falco, Maria. Feminist interpretations of Mary Wollstonecraft. State College: Penn State Press, 1996. ISBN 0-271-01493-8.
- Forster, Greg. John Locke's politics of moral consensus. Cambridge: Cambridge University Press, 2005. ISBN 0-521-84218-2.
- Gross, Jonathan. Byron: the erotic liberal. Lanham: Rowman & Littlefield Publishers, Inc., 2001. ISBN 0-7425-1162-6.
- Locke, John. A Letter Concerning Toleration: Humbly Submitted. CreateSpace, 2009. ISBN 978-1-4495-2376-3.
- Locke, John. Two Treatises of Government. reprint, New York: Hafner Publishing Company, Inc., 1947. ISBN 0-02-848500-9.
- Roach, John. "Liberalism and the Victorian Intelligentsia." Cambridge Historical Journal 13#1 (1957): 58–81. online Archived 2020-09-02 at the Wayback Machine.
- Wempe, Ben. T. H. Green's theory of positive freedom: from metaphysics to political theory. Exeter: Imprint Academic, 2004. ISBN 0-907845-58-4.

- Frey, Linda and Frey, Marsha. The French Revolution. Westport: Greenwood Press, 2004. ISBN 0-313-32193-0.
- Hanson, Paul. Contesting the French Revolution. Hoboken: Blackwell Publishing, 2009. ISBN 1-4051-6083-7.
- Leroux, Robert, Political Economy and Liberalism in France: The Contributions of Frédéric Bastiat, London and New York, Routledge, 2011.
- Leroux, Robert, and David Hart (eds), French Liberalism in the 19th century. An Anthology, London and New York, Routledge, 2012.
- Lyons, Martyn. Napoleon Bonaparte and the Legacy of the French Revolution. New York: St. Martin's Press, Inc., 1994. ISBN 0-312-12123-7.
- Shlapentokh, Dmitry. The French Revolution and the Russian Anti-Democratic Tradition. Edison, NJ: Transaction Publishers, 1997. ISBN 1-56000-244-1.